# 耗尽层
耗尽层（英語：depletion region），又称空乏區、阻挡层、势垒区（barrier region），是指PN结中在漂移运动和扩散作用的双重影响下载流子数量非常少的一个高电阻区域。耗尽层的宽度与材料本身性质、温度以及偏置电压的大小有关。

## 形成

正向偏置下的PN结，表现为耗尽层变薄。在p端与n端均掺杂1e^{15}/cm^{3}水平，导致内在电势~0.59 V。耗尽厚度的降低可以从电荷分布曲线上推断。

### PN结中耗尽层的形成
在PN结中，由于载流子浓度的梯度，空穴、电子会通过扩散作用的形式分别向掺杂浓度低的N区、P区移动。扩散作用产生的少数载流子会产生一个内在电场。这个电场会使载流子发生漂移运动，这一运动与扩散的方向正好相反，二者会达成动态平衡。这两种作用的结果是在PN结处形成一个电子、空穴都很稀少的耗尽层。因为耗尽层中载流子少，其特征类似电容，这一电容也被称为结电容。当给PN结加正偏压时，耗尽层变薄，如右图所示。当给PN结加负偏压时，耗尽层变厚。